# 개기반영월식

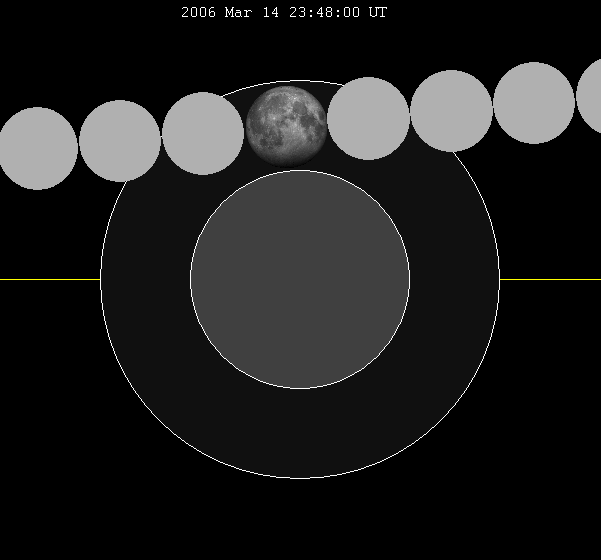
2006년 3월 14일 월식은 개기반영월식이었다.

개기반영월식(Total penumbral lunar eclipse)은 달이 지구의 본그림자에 들어가지 않고 반그림자 내로 완전히 들어가는 월식이다.
달이 반그림자 안에 완전히 들어가면서 본그림자에 닿지 않기 위한 공간은 매우 좁으며, 지구의 본그림자 북쪽 끝이나 남쪽 끝에서만 일어날 수 있다. 여기에 가끔은 반그림자의 크기가 달보다 작을 때도 있다. 지구의 반그림자 크기는 월식 당시 태양의 각지름에 따라 결정되며, 달의 궤도가 타원형이기 때문에 월식이 일어난 지점이 근지점인지 원지점인지에 따라 달과 태양의 각지름 차이가 달라진다. 대부분의 경우는 달의 크기가 지구 반그림자의 크기보다 커, 개기반영월식이 원천적으로 불가능하다.

## 빈도
월식 중 개기반영월식의 수는 매우 적으며, 분포도 일정하지 않다. 개기반영월식은 대략 한 세기에 0 ~ 9번가량 발생한다. 반복 주기는 약 600년이며, 개기월식 및 사분식의 빈도와 관련이 있다.
프레드의 5K 목록의 최대 수치는 사로스 19에서 여덞 번이 있었던 것이었다. 사로스 32와 132에는 7번, 58, 95, 114에는 6번이 있었다.
사로스 114는 개기반영월식이 7번 있었지만, 6번만 연속해서 일어났으며, 마찬가지로 사로스 169에서도 5번이 있었지만 4번만 연속해서 일어났다.

### 연속하여 개기반영월식이 있던 사로스 주기
밑 표에는 개기반영월식이 4번 이상 있었던 사로스 주기를 표시하였다.
| 사로스 주기 | 총 개기반영월식 |
| ----------- | --------------- |
| -339        | 7               |
| -266        | 13              |
| -258        | 9               |
| -247        | 10              |
| -237        | 10              |
| -226        | 10              |
| -218        | 12              |
| -157        | 6               |
| -118        | 4               |
| -116        | 7               |
| -105        | 11              |
| -39         | 9               |
| -37         | 6               |
| -26         | 9               |
| 19          | 8               |
| 32          | 7               |
| 58          | 6               |
| 95          | 6               |
| 114         | 6               |
| 132         | 7               |
| 169         | 4               |
| 187         | 5               |
| 255         | 4               |

## 501년~2500년 간의 개기반영월식, 개기월식, 사분식 빈도 종합

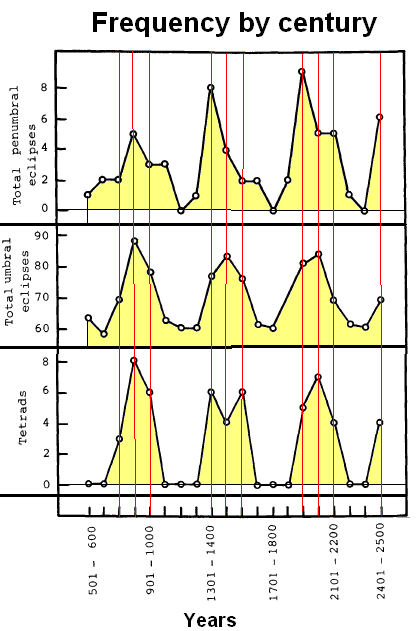
개기반영월식의 빈도를 개기월식과 사분식의 빈도와 함께 나타낸 도표.사분식은 2년 내 개기월식이 4번 일어나는 현상을 말한다.

| 세기      | 개기반영월식 | 개기월식 | 사분식 |
| --------- | ------------ | -------- | ------ |
| 501–600   | 1            | 63       | 0      |
| 601–700   | 2            | 58       | 0      |
| 701–800   | 2            | 69       | 3      |
| 801–900   | 5            | 88       | 8      |
| 901–1000  | 3            | 78       | 6      |
| 1001–1100 | 3            | 62       | 0      |
| 1101–1200 | 0            | 60       | 0      |
| 1201–1300 | 1            | 60       | 0      |
| 1301–1400 | 8            | 77       | 6      |
| 1401–1500 | 4            | 83       | 4      |
| 1501–1600 | 2            | 76       | 6      |
| 1601–1700 | 2            | 61       | 0      |
| 1701–1800 | 0            | 60       | 0      |
| 1801–1900 | 2            | 62       | 0      |
| 1901–2000 | 9            | 81       | 5      |
| 2001–2100 | 5            | 84       | 7      |
| 2101–2200 | 5            | 69       | 4      |
| 2201–2300 | 1            | 61       | 0      |
| 2301–2400 | 0            | 60       | 0      |
| 2401–2500 | 6            | 69       | 4      |

## 1901년~2200년 간의 개기반영월식 목록
| 승교점 | 승교점                | 승교점 | 승교점 | 강교점 | 강교점               | 강교점 | 강교점 |
| 사로스 | 날짜                  | 시점   | 도표   | 사로스 | 날짜                 | 시점   | 도표   |
| ------ | --------------------- | ------ | ------ | ------ | -------------------- | ------ | ------ |
| 110    | 1901년 5월 3일 월식   |        |        |        |                      |        |        |
| 114    | 1908년 12월 7일 월식  |        |        |        |                      |        |        |
| 114    | 1926년 12월 19일 월식 |        |        |        |                      |        |        |
| 114    | 1944년 12월 29일 월식 |        |        |        |                      |        |        |
| 116    | 1948년 10월 18일 월식 |        |        |        |                      |        |        |
| 114    | 1963년 1월 9일 월식   |        |        |        |                      |        |        |
| 114    | 1981년 1월 20일 월식  |        |        | 113    | 1988년 3월 3일 월식  |        |        |
| 114    | 1999년 1월 31일 월식  |        |        | 113    | 2006년 3월 14일 월식 |        |        |
|        |                       |        |        | 119    | 2053년 8월 29일 월식 |        |        |
| 142    | 2070년 4월 25일 월식  |        |        |        |                      |        |        |
| 120    | 2082년 8월 8일 월식   |        |        |        |                      |        |        |
| 148    | 2099년 9월 29일 월식  |        |        |        |                      |        |        |
|        |                       |        |        | 145    | 2103년 1월 23일 월식 |        |        |
| 145    | 2121년 2월 2일 월식   |        |        |        |                      |        |        |
| 145    | 2139년 2월 13일 월식  |        |        |        |                      |        |        |

## 같이 보기
- 사분식
- 달 착시
- 백도 (천문학)
- 일식